# Flughafen Sfax–Thyna

i7
i11
i13
Der Flughafen Sfax–Thyna (englisch Sfax–Thyna International Airport, französisch Aéroport International de Sfax–Thyna, arabisch مطار صفاقس الدولي, IATA-Code: SFA, ICAO-Code: DTTX) bedient das tunesische Sfax und den umliegenden Sahel.
Wie die überwiegende Mehrheit der tunesischen Flughäfen wird der Flughafen von der Tunisian Civil Aviation & Airports Authority verwaltet. Er ist auch Militärflugplatz der tunesischen Luftwaffe.

## Geschichte
Der Flughafen liegt sechs Kilometer südwestlich von Sfax, wurde 1980 in Betrieb genommen und erstreckt sich über eine Fläche von 327 Hektar auf dem Gebiet der Gemeinde von Thyna. Er ist Sitz und Hauptknotenpunkt der tunesischen Fluggesellschaft Syphax Airlines.
Der Flughafen hat mehrere Erweiterungen und Verbesserungen erfahren, die wichtigsten waren der Umbau des Terminals im Jahr 1988, die Verstärkung und Erweiterung der Start- und Landebahn im Jahr 1989, der Bau eines Frachtterminals für Fracht im Jahr 1996, die Inbetriebnahme neuer Infrastrukturen (Hangars, Rollwege, Parkplätze für Flugzeuge etc.) sowie der Bau eines neuen Kontrollturms und eines Geräteraums. Auf dem Flughafen wurden 2006 74.000 Passagiere und 2012 185.803 Passagiere abgefertigt.
Mit einer Fläche von 2000 m² hatte das Terminal ursprünglich eine Kapazität von 200.000 Passagieren pro Jahr. Der Neubau eines weiteren Terminals mit 8000 m², bestehend aus drei Gebäuden, begann am 8. November 2005 und wurde am 22. Dezember 2007 mit der Einweihung abgeschlossen. Bei Gesamtkosten von sechzehn Millionen Dinar hat der Flughafen jetzt eine Kapazität von 500.000 Passagieren pro Jahr. Ein Gesamtbudget von 25 Millionen Dinar wurde in den Flughafen investiert und der Flughafen bekam auch ein dringend nötiges Facelift (Kontrollturm, Start- und Landebahn und Parkplatz). 2013 wurde mit der Erweiterung des Parkplatzes auf eine Fläche von insgesamt 17.000 m² und der Erweiterung des Terminals für eine Million Passagiere pro Jahr angefangen.